# Des économistes répondent aux populistes
Des économistes répondent aux populistes est un livre d'économie dirigé par Hippolyte d'Albis et Françoise Benhamou. Il est sorti en avril 2022 aux éditions Odile Jacob.

## Présentation générale
Les économistes répondent aux populistes est un livre d'économie destiné au grand-public, qui traite de questions d'économie et d'économie politique. Chaque chapitre est écrit par un auteur différent, parmi lesquels Yann Algan, Jean-Hervé Lorenzi, André Cartapanis, etc.
Les auteurs définissent le populisme Ils rappellent que « le spectre des idées que l'on qualifie de populistes est très large », mais que, derrière la variété, se trouve un « socle récurrent » qui est un ensemble de « croyances simples et efficaces : redonner une voix au peuple, au sens de ceux d'en bas, désigner les élites comme à l'origine des maux de la société, tout en excitant les passions plutôt qu'en cherchant à les apaiser ». Les auteurs écartent l'explication économiciste du populisme selon laquelle ils ne seraient qu'une conséquence de crises économiques.

## Résumé

### Première partie - Populismes d'hier et d'aujourd'hui

#### Les échecs des expériences populistes
André Cartapanis revient sur les expériences populistes successives, en partant de l'Amérique latine. Elles se caractérisent souvent par « la mise en œuvre de mesures protectionnistes, un coup de fouet apporté aux salaires, tant dans le public que dans le privé, le financement monétaire des déficits budgétaires croissants, la hausse des taux d’imposition sur les plus riches et sur le capital, le recours à des mesures administratives de blocage des prix ». Les phases d'embellie sont souvent suivies par une dégradation de la situation économique, avec un excès de demande et une baisse de l'offre et de l'investissement. Par conséquent, les politiques populistes « conduisent à un relâchement du blocage des prix et donc à une résurgence de l’inflation, voire à une hyperinflation, couplée au creusement des déficits publics, à la dégradation de la balance commerciale et à la dépréciation du taux de change », prélude à la crise.
Les politiques néopopulistes, elles, ont une approche souvent microéconomique : elles critiquent la concurrence des firmes étrangères, des travailleurs immigrés, etc. Ainsi, leurs échecs sont moins retentissants, « et se traduisent non pas par des crises, mais plutôt par une accumulation d'inefficiences, une amputation de la croissance potentielle et une chute de la compétitivité internationale de l'offre domestique ». Les néopopulistes ne basculent pas dans le financement monétaire de la dette publique, mais exercent des pressions sur les banques centrales pour obtenir une baisse des taux.
La récurrence d'échecs économiques par les néopopulistes est due à trois facteurs : l'ignorance de principes économiques de base (confusion entre dépréciation nominale et réelle ; surestimation de la substituabilité de l'offre domestique à l'offre étrangère) ; non prise en compte des mesures de rétorsion ; focalisation sur le court terme.
L'auteur remarque que, selon Dani Rodrik, il peut exister de bonnes politiques populistes : il s'agit de celles qui se limitent à viser « la correction des effets les plus inégalitaires de l'hyperglobalisation ». Il remarque ainsi que l'insoutenabilité des politiques populistes « ne signifie nullement qu'il convient aujourd'hui d'adopter des politiques économiques délibérément orthodoxes », et que des politiques utilisées par des populistes par le passé ont pu être par la suite validées par la théorie économique. Ainsi, « certaines politiques mobilisées dans le passé par les néopopulistes pourraient avoir gagné un surcroît de légitimité et d’efficacité dans un contexte de crise financière ou sanitaire à l’échelle globale. Jusqu’ici, en tout cas, et au prix d’une fuite en avant dans l’endettement ».

#### Les trois faces du populisme économique
Jean-Hervé Lorenzi revient sur trois épisodes populistes. Le premier est celui du péronisme argentin, rendu possible par une autarcie économique qui a empêché le pays de s'endetter de manière pérenne auprès du système bancaire et financier international, causant des décennies plus tard des crises de la dette à répétition. Ensuite, l'URSS, issue de la révolution d'Octobre. Dès 1921, face à des niveaux de production faibles (15% du niveau d'avant-1914) et à une famine, l'URSS est obligée de revenir sur ses engagements et de mettre en place la Nouvelle politique économique : elle rétablit la propriété privée des paysans et accepte l'investissement capitaliste étranger. En 1926, « l'industrie et l'agriculture retrouvaient leur niveau d'activité d'avant-guerre ». Si Joseph Staline fait le choix de l'industrialisation à marche forcée, c'est au sacrifice du secteur agricole ; de fait, « la pénurie de biens de consommation et de première nécessité durera jusqu’à la perestroïka de 1981 ». Il remarque toutefois les aspects positifs de la politique menée (« soyons justes : l’alphabétisation, la formation, l’innovation tirée par le développement d’activité militaire seront également au cœur de cette stratégie »). Enfin, la République populaire de Chine : le Grand Bond en avant est une expérience désastreuse qui provoque une famine et 36 millions de morts chez les paysans.

#### Les risques économiques et la solitude, ferments du populisme
Yann Algan revient sur les conclusions du livre Les origines du populisme. Il rappelle que les populismes de gauche et de droite partagent leur rejet de ce qu'ils considèrent comme le système, mais que la gauche radicale est « très éloignée de la droite populiste dans ses manifestations xénophobes et autoritaristes ». La première cause de la montée des populismes réside dans « l'insécurité économique récente des classes moyennes et populaires ». Le risque économique de voir sa situation empirer « explique la forte colère de ces électorats ». Cette colère est « nourrie par les dérèglements du capitalisme », qui participe de l'ébranlement de la confiance des citoyens dans les institutions.
Algan rappelle que David Autor a montré que les États américains les plus touchés par la concurrence chinoise dans les années 1990, où le plus d'emplois avait été détruit, « ont également massivement voté pour des candidats antisystème au discours fortement protectionniste au cours des années 2000 ». L'auteur rappelle toutefois qu'il faut rejeter l'économicisme : le facteur des relations interpersonnelles, des relations de confiance en les autres, joue aussi fortement, et les populistes de droit se caractérisent par une forte défiance envers autrui. Ainsi, la forte défiance interpersonnelle « traduit un rapport blessé à autrui, et s’explique par la solitude dans nos sociétés postindustrielles ».

#### Le populisme et le rapport aux chiffres
Alain Trannoy rappelle que « le rapport à la vérité des hommes politiques ne peut pas être de même nature que celui des scientifiques » ; dans cette brèche consubstantielle au métier du politique s'immiscent les populistes, « qui commencent immanquablement par dénoncer les mensonges des autres politiques, les mensonges par omission. L'on vous ment ». Le populiste a deux attitudes principales face aux chiffres. La première est de nier à la statistique, « forme élaborée du mensonge », toute validité, car « on peut lui faire dire ce qu'on veut ». La deuxième est l'invention de chiffres ou le fait de les tordre, et dans le cas où il est pris en flagrant délit, « de nier et d'insulter ceux qui osent lui donner la réplique ».
L'objectif des populistes est de faire fructifier l'ignorance des électeurs dans des domaines souvent techniques, « pour introduire de la confusion et, se sachant battu sur le terrain des faits, faire en sorte que plus personne n’y comprenne rien ».

### Deuxième partie - La finance et les errements du complotisme

#### Finance et banques: entre défiance et stigmatisation
Catherine Lubochinsky revient sur la question financière, au cœur des rhétoriques populistes. Elle remarque que le discours antifinancier est monnaie courante au sein de discours qui ne sont pas populistes en soi. Ainsi, Napoléon Ier déclarait en 1813 : « si la Bourse est mauvaise, fermez-la ! », et Vincent Auriol, en 1937 : « la Bourse je la ferme, les boursiers, je les enferme ». Ainsi, la critique des excès de la finance n'appartient pas au populisme : Joseph Stiglitz a montré que la finance dérégulée connaît des débordements conduisant à une déstabilisation particulièrement nocive des économies. Si la dérégulation a « permis de relâcher les contraintes des déficits budgétaires et de soutenabilité des déficits des balances des paiements courants, ce processus de dérégulation a également engendré des débordements [...] Cette financiarisation des économies s’est traduite par des excès d’endettement et des prises de risques qui fragilisent le système bancaire et financier ».
Toutefois, nationaliser les banques n'est pas une solution viable, car « les résultats empiriques confirment que, dans l'ensemble, éviter l'intrusion de motivations politiques et électorales dans la stratégie des banques ». Aussi, « les banques du secteur public de pays occidentaux ont des actifs de prêts de moins bonne qualité et un risque de défaut plus élevé ». Elle rappelle que « la sphère réelle de l'économie a besoin de financements » ; aussi, qu'il est nécessaire d'« éviter la capture des régulateurs par les acteurs qui sont régulés ». À ce titre, « la coordination et la coopération internationales sont indispensables ».
Si l'indépendance financière est « cruciale », on ne peut éluder la question de la position de la France vis-à-vis du monde. La position extérieure nette de la France en 2020, c'est-à-dire la différence entre ses actifs et ses passifs, est de 30,2% du PIB : si le reste du monde ne finançait pas la France, elle ne pourrait financer ses déficits.

#### Dividendes, actionnaires et croissance économique
Valérie Mignon revient sur la question de la distribution des dividendes. Le sujet du versement des dividendes a « pris une tournure idéologique en France » car c'est « une très faible minorité de Français » qui possède des actions. L'action est perçue comme une rémunération de l'actionnaire, ce qui est faux car, « lors du versement, le montant du dividende est soustrait du cours de l'action » : l'actionnaire n'est pas enrichi, mais la valeur de sa trésorerie a augmenté au moment où la valeur de son portefeuille financier a baissé d'autant. 
Les actionnaires sont toutefois attachés aux dividendes car ils perçoivent leur montant versé comme un signal de la bonne santé de l'entreprise. Le versement de dividendes par des entreprises non cotées peut freiner l'investissement. Ce n'est toutefois pas vraiment le cas pour les sociétés cotées, car les dividendes n'en représentent généralement qu'une faible proportion de leur trésorerie. En 2018, « les dix entreprises du CAC 40 qui ont procédé aux plus gros versements de dividendes sont aussi celles qui ont le plus investi ». 

#### La souveraineté monétaire nationale dans une union économique
Christian de Boissieu traite de la souveraineté monétaire et financière. Il explique qu'en réalité, la France ne disposait plus de souveraineté monétaire à partir de l'entrée dans le système monétaire européen, car son économie était déjà indépendante de l'international : la Banque de France devait modifier ses taux d'intérêt pour les aligner sur ceux pratiqués par la Banque fédérale d'Allemagne et plus largement la Réserve fédérale des États-Unis. L'entrée dans l'euro a donc permis à la France de regagner une marge de manœuvre par sa participation aux codécisions de la Banque centrale européenne.
L'auteur rappelle les asymétries qui existent entre les monnaies. Le dollar conserve son privilège exorbitant, et il est aujourd'hui d'autant plus critiqué qu'il est utilisé comme arme de guerre économique par les États-Unis dans le cadre de sanctions judiciaires contre les entreprises pratiquant la corruption qui utilisent des dollars. La transition vers un système monétaire international multipolaire est déjà enclenchée avec l'émergence de l'euro, mais devrait continuer pendant quelques décennies avec la montée en puissance du yuan.
De Boissieu traite enfin des politiques monétaires. Elles font face au triangle d'incompatibilité : un pays ne peut avoir, en même temps, une politique monétaire autonome, des taux de change fixes et la liberté de circulation des capitaux. La souveraineté monétaire signifierait se passer ou bien du taux du taux de change fixe, ou bien de la liberté de circulation.

#### Banque centrale indépendante: cette ennemie des populistes, qui se défend
Jean-Paul Betbeze rappelle que les grandes banques centrales du monde sont aujourd'hui indépendantes de la politique politicienne. Elles restent toutefois dépendantes du mandat que les politiques leur ont fixés, et à l'aune desquels leur activité doit être jugée. 
Les banques centrales gèrent aujourd'hui non seulement leurs taux directeurs, mais aussi la supervision du système financier. Leur pouvoir s'est paradoxalement accru au moment où les politiques monétaires conventionnelles devenaient inutiles : les politiques monétaires non conventionnelles ont permis (notamment par l'assouplissement quantitatif) d'augmenter la force des interventions sur les marchés financiers.
Betbeze rappelle que les banques centrales prêtent le flan aux critiques, car elles ont souvent raté leurs cibles d'inflation. Aussi, leur politique de liquidité abondante a stimulé les prix de l'immobilier, qui ont augmenté de 20% en France, 45% en Allemagne et 30% en zone euro depuis 2015. Enfin, ces politiques non conventionnelles sont inégalitaires, car elles stimulent la détention d'actifs financiers. Mais ces décision de politique monétaire ne sont-elles pas dues en premier lieu aux activités des États ?

### Troisième partie - La mondialisation et la fermeture populiste des économies

#### La mondialisation n’est pas responsable des problèmes économiques structurels de la France
Patrick Artus s'attaque à des idées reçues au sujet de la mondialisation. Il souligne toutefois que la dégradation du commerce extérieur français est dû à la concurrence de l'Europe de l'Ouest, et non des pays émergents. Le déficit de modernisation des entreprises françaises, ainsi que la faiblesse des compétences de la population active, expliquent plus les maux de l'économie française que la mondialisation. 
Ainsi, de 1990 à 2021, le commerce mondial a augmenté, en volume, de 320%, mais les exportations de la France n'ont augmenté que de 200%, ce qui témoigne de la fragilité de sa situation commerciale. Le taux d'emploi français, particulièrement faible à 66%, contre 76% en Allemagne et 78% au Japon, cause une augmentation du niveau de pauvreté et réduit les recettes fiscales.
Les déficits français sont surtout vis-à-vis de l'Europe de l'Ouest. La compétitivité-coût n'est pas problématique : le coût salarial unitaire de l'industrie en France était 15% plus élevé que celui de la zone euro en l'an 2000, contre 3% aujourd'hui. La compétitivité hors coût est bien plus handicapante : les entreprises françaises ont moins investi dans les nouvelles technologies, moins robotisé, etc. Aussi, les employés sont moins bien formés. Les politiques les plus efficaces réduiront l'échec scolaire, créeront un système d'enseignement professionnel solide, et amélioreront la compétitivité hors-coût. 

#### Une stratégie de réindustrialisation pour la France
Christian Saint-Étienne rappelle que « la France est le pays développé qui s’est le plus désindustrialisé depuis vingt ans ». Entre 2000 et 2019, la part de l'industrie manufacturière dans le PIB a baissé de 4 points (14% à 10%), alors qu'elle s'est stabilisée à 20% en Allemagne. 
Saint-Étienne souligne les contradictions des populistes : l'extrême-droite souhaite une réindustrialisation mais « dans le cadre de la fermeture des frontières, sans politique puissante de R&D et d'innovation et avec beaucoup de prévention contre la robotisation et numérisation des entreprises », ce qui en fait un échec-né. L'extrême gauche partage une méfiance envers la robotisation, et considère que la solution du chômage réside dans le partage du temps de travail.
L'économiste remarque que « les populistes n'ont pas tort de considérer que la réduction des inégalités, qui passerait par une élévation massive des compétences de la population, ce qu'ils ne mettent pas en avant, serait favorable à la croissance ». Fermer les frontières a d'autant moins de sens que les industries subsistances en France (aéronautique, luxe) sont les plus ouvertes sur l'international.

#### «Des munitions pour les barbares»: populisme et protectionnisme
Pierre Dockès adopte une perspective historique. Il rappelle que « tous les populismes ne sont pas protectionnistes » : le populisme né aux États-Unis après la guerre de Sécession, de gauche, écrivait free-trade sur ses drapeaux. En France, c'est le national-populisme qui émerge sous la Troisième République, notamment chez les boulangistes et les antidreyfusards (Jules Méline, qui propose les tarifs Méline, l'est lui-même), qui est protectionniste.
Un protectionniste à l'échelle nationale (sous la forme, par exemple, d'un Frexit) serait particulièrement dommageable. Ce serait toutefois encore plus le cas à l'échelle mondiale. Le commerce international permet de réduire les prix de vente et de production ; ainsi, en mettant en place une politique protectionniste, « l'inflation deviendrait massive, les salaires peineraient à suivre, les secteurs productifs orientés vers l'exportation s'effondreraient ».
Toutefois, l'auteur admet que « Pour lutter contre les conséquences productives et distributives de l’hypermondialisation, développer des politiques industrielles, de santé et environnementales, un certain degré de démondialisation s’impose, d’où des mesures protectionnistes modérées et ciblées. Elles ont comme fonction de développer l’autonomie stratégique, de faciliter ou rendre possibles les politiques internes, là où l’essentiel se joue ». Dockès se montre ainsi favorable à la taxation carbone aux frontières européennes ; une écotaxe kilométrique pour réduire les transports de marchandises ; une autonomie nationale dans le domaine de la santé ; renforcer les droits antidumping ; lutter contre les accords bilatéraux comme le Comprehensive Economic and Trade Agreement (CETA) qui soumettent les États à des tribunaux d'arbitrage qui favorisent quasi-systématiquement les multinationales.

#### Immigration et chômage: l’équation fausse des populistes
Hippolyte d'Albis rappelle que le lien entre immigration et chômage est souvent mis en avant par les populistes. Ainsi, Louis Fourès clamait à l'Assemblée nationale, en 1933 : « Il y a en France 330 000 chômeurs. En rapprochant ce chiffre des
1 200 000 salariés étrangers, il est facile de se rendre compte que, si les
ouvriers étrangers quittaient la France, la question du chômage serait pour
nous résolue ».
L'auteur rappelle les découvertes des travaux empiriques sur le lien entre immigration et chômage. David Card montre que l'afflux de 125 000 cubains fuyant la dictature castrisme en 1980 en Floride n'a eu aucun effet sur les salaires et taux de chômage de la ville d'accueil, Miami. Jennifer Hunt montre que l'influx de 900 000 rapatriés d'Algérie en 1962 n'a eu qu'un effet minime sur le taux de chômage et les salaires en France. Toutefois, parmi la multiplicité d'études réalisées sur des masses plus faibles dans tous les pays du monde, les résultats « sont parfois contradictoires », ce qui est attendu lorsque les études « sont produites dans des contextes variés et avec des méthodologies différentes ». La plupart des études concluent que l'impact sur le taux de chômage est mineur.
Le faible effet sur le chômage de l'immigration est dû à plusieurs facteurs. Déjà, les discriminations, qui sont parfois légitimes (l'immigré connaissant moins bien la langue ou les usages). Ensuite, les étrangers sont concentrés dans certains secteurs d'activité : en 2017, les étrangers représentent 10% de l'emploi total, mais 39% des employés de maison, 28% des agents de gardiennage, 22% des cuisiniers, 27% des ouvriers non qualifiés dans le bâtiment, etc. Enfin, les immigrés étant souvent plus jeunes que la moyenne, ils contribuent positivement au solde des finances publiques par l'effet démographique, améliorant l'état du système de retraite.

### Quatrième partie - Solidarités et responsabilités: contrer les fausses solutions

#### La politique française de développement ne dessert pas les intérêts des Français
Pierre Jacquet et Akiko Suwa-Eisenmann analysent l'effet de l'aide publique au développement, pour lequel la France consacrera 0,7 % de son PIB à partir de 2025. Toutefois, 38% des Français l'estiment inefficace. Des travaux menés par Craig Burnside et David Dollar montrent que « l'aide n'a pas d'effet systématique sur les politiques économiques, et contribue à la croissance lorsque les pays mènent de bonnes politiques économiques ». Dans tous les cas, « la politique de développement participe de la position, de l’influence et de la projection de la France dans le monde ».

#### Enjeux de la lutte contre les inégalités et la pauvreté: du constat aux politiques
Philippe Trainar analyse les questions liées à la lutte contre les inégalités. Il remarque que « s’il existe un large consensus entre les économistes sur le fait que la liberté et l’égalité des droits politiques améliorent le bien-être économique, le désaccord prévaut quand on aborde la question du niveau optimal des inégalités économiques ou du seuil de pauvreté ».
La concurrence est favorable à l'égalité, car elle « rabote les rentes de situation qui permettent à certains agents d'exploiter les autres agents ». Les travaux de Thomas Philippon ont montré que « le déclin de la concurrence aux États-Unis a contribué à la montée des inégalités dans ce pays, par le biais de l'accroissement des rentes qu'il a induit et qui a permis de gonfler les profits aux dépenses des salaires ». Aussi, comme l'a montré Philippe Aghion, « la concurrence entretient la capacité d'innovation et de création de richesse », et favorise l'augmentation du pouvoir d'achat.

#### Préserver le climat: une bonne affaire économique
Patrice Geoffron s'intéresse à la lutte contre le dérèglement climatique et à la transition vers des économies vertes. L'Europe est particulièrement dépendante, car dans les années 2000, « l'extraction du pétrole et de gaz a chuté de 40%, tandis que celle de charbon reculait de 30% ». Selon l'Agence européenne pour l'environnement, 400 000 personnes meurent chaque année (hors Covid) du fait de la pollution de l'air ; cela ampute le PIB de l'UE d'environ 5% par an.
L'amélioration de l'efficacité énergétique est un chantier essentiel : il y a 4,8 millions de passoires thermiques en France, et 20% des foyers sont en situation de précarité énergétique.

#### Les politiques culturelles au défi du populisme
François Benhamou s'intéresse à la question de la culture. La critique populiste de la culture porte sur le « caractère élitiste des pratiques et des politiques culturelles, supposées organiser le financement des loisirs des classes supérieures avec l'argent du peuple ». La deuxième critique la politique culturelle comme un « point d'entrée de l'affaiblissement de l'identité française et un vecteur de soutien à des artistes en rupture avec des valeurs d'ordre, enclins à vivre de subventions ».
L'économiste Tyler Cowen soutient que les échanges culturels, nourrissant la diversité sociale et créant des proximités, « est source de créativité, d'un esprit d'innovation », qui favorise la croissance. Céline Carrière montre que la proximité culturelle, « en réduisant certaines sources d'incertitude, favorise la résilience des relations commerciales et permet de maintenir l'emploi dans les secteurs exportateurs ». Benhamou soutient toutefois qu'« il faut entendre sur ce point le discours populiste, lorsqu'il rappelle l'inégalité d'accès à la culture et l'excessive concentration des aides publiques sur Paris et l'Île-de-France ». 
L'économiste rappelle que la culture est un puissant vecteur de soft power. Les populistes n'ont pas, à ce titre, de politique cohérente. Sous Jair Bolsonaro, le ministre de la Citoyenneté « a mis fin aux aides publiques, telles celles qui soutenaient le programme Cinéma du Brésil, chargé de la promotion des œuvres audiovisuelles à l'étranger ».

## Accueil
Le livre est chroniqué par la presse. France Inter en écrit une critique positive, notant que « est engagé, mais engagé intelligemment ». France Info invite François Benhamou pour la questionner au sujet du livre. Les Échos se montrent également positifs, notant qu'à la lecture de l'ouvrage, « on comprend mieux le succès des partis populistes mais aussi leurs limites sur le plan économique et leurs dangers sur le plan démocratique ». Le Figaro et Ouest-France chroniquent l'ouvrage.